# Escobaria sneedii

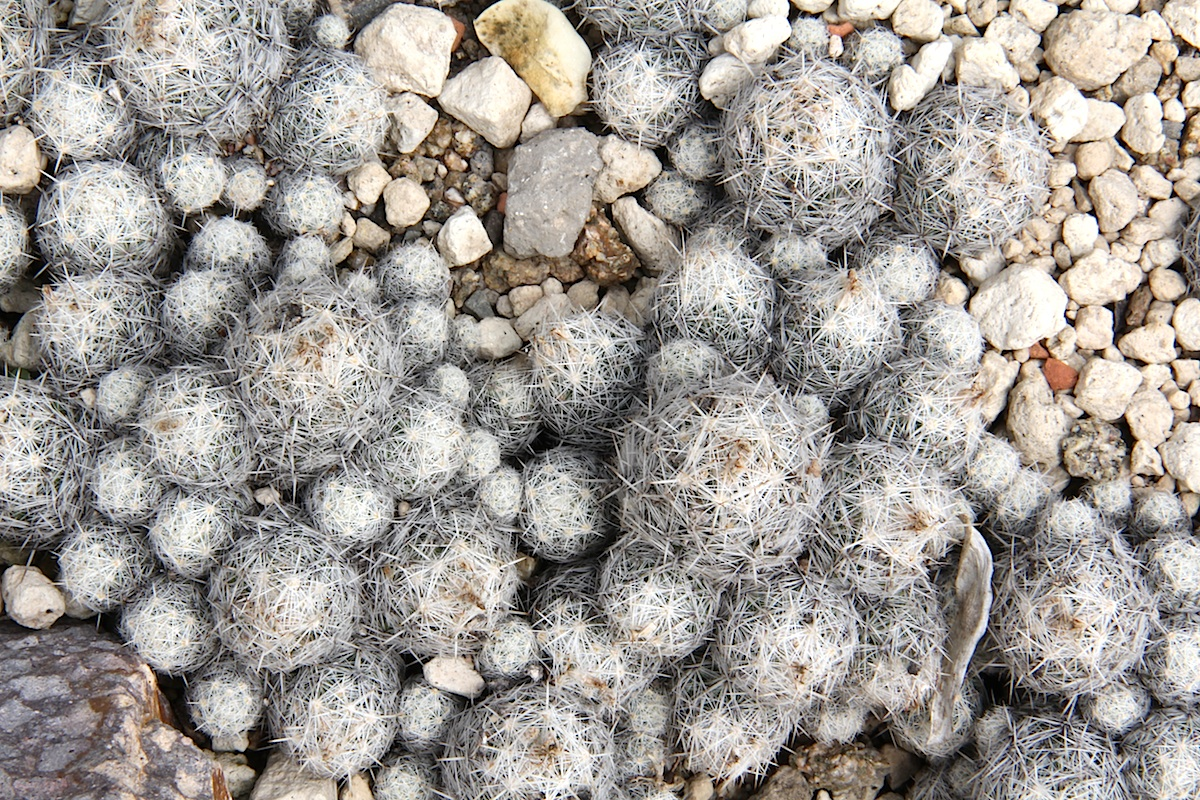
Escobaria sneedii

Escobaria sneedii ist eine Pflanzenart in der Gattung Escobaria aus der Familie der Kakteengewächse (Cactaceae). Das Artepitheton sneedii ehrt J. R. Sneed, den Entdecker der Art. Escobaria sneedii ist in Mitteleuropa winterhart. Englische Trivialnamen sind „Lee's Pincushion“, „Sneed's Cory-Cactus“, „Sneed's Escobaria“ und „Sneed's Pincushion“.

## Beschreibung
Die vielsprossigen Pflanzen sind gewöhnlich verzweigt und bilden große Polster. Die zylindrischen, dicht mit Dornen bedeckten Stämme erreichen Wuchshöhen zwischen 2,5 und 7,5 Zentimeter bei einem Durchmesser von 1,2 bis 2,5 Zentimeter. Die Warzen sind bis 2 Millimeter lang. Die 6 bis 9 aufrechten, weißen Mitteldornen sind 4,5 bis 9 Millimeter lang. Die 25 bis 25 Randdornen sind aufrecht und weiß. Sie werden 4,5 bis 6 Millimeter lang.
Die weißen Blüten sind 1,2 bis 2 Zentimeter lang und im Durchmesser. Die Blütenhüllblätter haben eine rosa- oder magentafarbene Mitte. Die grünen oder roten Früchte sind bis zu 1,5 Zentimeter lang und haben manchmal wenige behaarte Schuppen.

## Systematik, Verbreitung und Gefährdung
Escobaria sneedii ist in den Vereinigten Staaten in den Bundesstaaten Texas in den Franklin Mountains und in New Mexico in den Guadalupe Mountains verbreitet.
Die Erstbeschreibung durch Nathaniel Lord Britton und Joseph Nelson Rose wurde 1923 veröffentlicht. Ein nomenklatorisches Synonym ist Mammillaria sneedii (Britton & Rose) Cory (1936).
Es werden folgende Unterarten unterschieden:
- Escobaria sneedii subsp. sneedii
- Escobaria sneedii subsp. orcuttii (Boed.) Lüthy

Die Art ist stark gefährdet und wurde in den Anhang I des Washingtoner Artenschutzabkommens aufgenommen. In der Roten Liste gefährdeter Arten der IUCN wird die Art als „Least Concern (LC)“, d. h. als nicht gefährdet geführt.

## Nachweise

## Weiterführende Literatur
- Marc A. Baker, Robert A. Johnson: Morphometric Analysis of Escobaria sneedii var. sneedii, E. sneedii var. leei, and E. guadalupensis (Cactaceae). In: Systematic Botany. Band 25, Nummer 4, 2000, S. 577–587 (doi:10.2307/2666722).